# Cyllene concinna
Cyllene concinna is een slakkensoort uit de familie van de Nassariidae. De wetenschappelijke naam van de soort is voor het eerst geldig gepubliceerd in 1851 door A. Adams.